# Dolores (kommun i Colombia)
Dolores är en kommun i Colombia.   Den ligger i departementet Tolima, i den centrala delen av landet, 130 km sydväst om huvudstaden Bogotá. Antalet invånare är 9 164. Arean är 672 kvadratkilometer.
Terrängen i Dolores är huvudsakligen bergig, men åt nordväst är den kuperad.